# Tumbestrupial
Tumbestrupial (Icterus graceannae) är en fågel i familjen trupialer inom ordningen tättingar.

## Utseende
Tumbestrupialen är en färgglad fågel i orange och svart. Den enda andra Icterus-trupialen i dess utbredningsområde är gulstjärtad trupial. Tumbestrupialen saknar olikt den gult under stjärten, har mer vitt i vingen och är vanligen djupare orange. Ungfåglar är mattare i färgerna.

## Utbredning och systematik
Fågeln förekommer i torra hedmarker i västra Ecuador och nordvästra Peru (södra La Libertad). Den behandlas som monotypisk, det vill säga att den inte delas in i några underarter.

## Levnadssätt
Tumbestrupialen hittas i torra skogar. Den födosöker synligt i träden och besöker ibland även fågelmatningar i vissa områden.

## Status
Arten har ett stort utbredningsområde och beståndet anses vara stabilt. Internationella naturvårdsunionen IUCN listar den därför som livskraftig (LC).

## Namn
Tumbes är en region i nordvästra Peru, tillika namnet på regionens huvudort samt en flod som rinner genom området. Fågelns vetenskapliga artnamn hedrar Grace Anna Lewis (1821-1912), amerikansk botaniker och lärare.